# Carol Huynh
Carol Huynh, född den 16 november 1980 i British Columbia, är en kanadensisk brottare som tog OS-guld i flugviktsbrottning i damklassen 2008 i Peking.